# Sim Earth
SimEarth är ett datorspel från 1990 som är designat av Will Wright och utgavs av Maxis. I spelet får spelaren kontroll över en hel planet. Spelet är ett så kallat "sandlåda-spel" (som till exempel The Sims) vilket innebär att det inte finns några direkta mål med spelet. Dock förlorar man efter 10 miljarder år eftersom planeten "dör". Även om spelet var uppskattat slog det aldrig igenom som SimCity tidigare hade gjort.

## Perioder
Det finns fyra "perioder" i spelet:
1. Geografisk - tiden går i 0,1 miljarder år.
2. Evolution - tiden går i 0,1 miljoner år.
3. Civilisation - tiden går i 0,1 tusen år
4. Teknologi - tiden går i 0,1 år.